# Lobocleta porphyrinata
Lobocleta porphyrinata là một loài bướm đêm trong họ Geometridae.